# Le Serment de Robin des Bois
Pour plus de détails, voir Fiche technique et Distribution.
Le Serment de Robin des Bois (Sword of Sherwood Forest) est un film britannique réalisé par Terence Fisher, sorti en 1960.

## Synopsis
Alors que le Roi Richard est au combat aux croisades, des nobles de Notthingham et le Sherif complotent pour prendre possession des terres de tous les chevaliers qui ont accompagné leur monarque mais Robin des Bois et ses hommes vont contrecarrer les plans des gredins...

## Fiche technique
- Titre original : Sword of Sherwood Forest
- Titre français : Le Serment de Robin des Bois
- Réalisation : Terence Fisher
- Scénario : Alan Hackney
- Photographie : Ken Hodges
- Musique : Alun Hoddinott
- Production : Michael Carreras, Sidney Cole et Richard Greene
- Pays d'origine : Royaume-Uni
- Format : Couleurs - 2,35:1 - Mono
- Genre : aventure
- Durée : 80 minutes
- Date de sortie : 	26 décembre 1960
- Affiche : Jean Mascii (France)

## Distribution
- Richard Greene (VF : Raymond Loyer) : Robin des Bois
- Sarah Branch : Marianne
- Peter Cushing (VF : Georges Aminel) : le Shérif de Nottingham
- Richard Pasco (VF : Paul-Émile Deiber) : Edward, Earl of Newark
- Nigel Green (VF : Jean Amadou) : Petit Jean
- Niall MacGinnis (VF : André Valmy) : Frère Tuck
- Jack Gwillim (VF : Jacques Berthier) : Archbishop Hubert Walter
- Oliver Reed (VF : Jacques Beauchey) : Lord Melton
- John Franklin (VF : Jacques Deschamps) : Archbishop's Adjutant
- Desmond Llewelyn : Wounded Fugitive
- Charles Lamb : Old Bowyer
- John Hoey (VF : Paul Villé) : le vieux Jack
- Anew McMaster (VF : Émile Duard) : le juge
- Edwin Richfield (VF : Lucien Bryonne) : le lieutenant du shérif
- Vanda Godsell (VF : Lucienne Givry) : la prieuresse
- Derren Nesbitt (VF : Michel François) : Martin D'Eastwood
- Patrick Crean (VF : Jacques Deschamps) : Seigneur Ollerton
- Adam Keane (VF : Jean-Pierre Duclos) : Retford
- Paddy Ryan (non crédité)

## Voix françaises
- André Valmy (Niall Mc Ginnis)
- Émile Duard (Anew Mcmaster)
- Georges Aminel (Peter Cushing)
- Henry Djanik  (Un capitaine)
- Jacques Beauchey (Oliver Reed)
- Jacques Berthier (Jak Gwillim)
- Jacques Deschamps (Le secrétaire de l’archevêque)
- Jean Amadou (Nigel Green)
- Lucien Bryonne (Edwin Richfield)
- Lucienne Givry (Vanda Godsell)
- Michel Francois (Darren Nesbitt)
- Paul-Émile Deiber (Richard Pasco)
- Paul Villé (Le vieux Bowyer)
- Raymond Loyer (Richard Greene)